# René Bonneville
 (octobre 2021).
 (octobre 2021).
La mise en forme du texte ne suit pas les recommandations de Wikipédia : il faut le « wikifier ».
Les points d'amélioration suivants sont les cas les plus fréquents. Le détail des points à revoir est peut-être précisé sur la page de discussion.
- Les titres sont pré-formatés par le logiciel. Ils ne sont ni en capitales, ni en gras.
- Le texte ne doit pas être écrit en capitales (les noms de famille non plus), ni en gras, ni en italique, ni en « petit »…
- Le gras n'est utilisé que pour surligner le titre de l'article dans l'introduction, une seule fois.
- L'italique est rarement utilisé : mots en langue étrangère, titres d'œuvres, noms de bateaux, etc.
- Les citations ne sont pas en italique mais en corps de texte normal. Elles sont entourées par des guillemets français : « et ».
- Les listes à puces sont à éviter, des paragraphes rédigés étant largement préférés. Les tableaux sont à réserver à la présentation de données structurées (résultats, etc.).
- Les appels de note de bas de page (petits chiffres en exposant, introduits par l'outil «  Source ») sont à placer entre la fin de phrase et le point final[comme ça].
- Les liens internes (vers d'autres articles de Wikipédia) sont à choisir avec parcimonie. Créez des liens vers des articles approfondissant le sujet. Les termes génériques sans rapport avec le sujet sont à éviter, ainsi que les répétitions de liens vers un même terme.
- Les liens externes sont à placer uniquement dans une section « Liens externes », à la fin de l'article. Ces liens sont à choisir avec parcimonie suivant les règles définies. Si un lien sert de source à l'article, son insertion dans le texte est à faire par les notes de bas de page.
- La présentation des références doit suivre les conventions bibliographiques. Il est recommandé d'utiliser les modèles {{Ouvrage}}, {{Chapitre}}, {{Article}}, {{Lien web}} et/ou {{Bibliographie}}. Le mode d'édition visuel peut mettre en forme automatiquement les références.
- Insérer une infobox (cadre d'informations à droite) n'est pas obligatoire pour parachever la mise en page.

Pour une aide détaillée, merci de consulter Aide:Wikification.
Si vous pensez que ces points ont été résolus, vous pouvez retirer ce bandeau et améliorer la mise en forme d'un autre article.
René Bonneville, né le 17 mai 1871 à Fort-de-France et mort le 8 mai 1902 à Saint-Pierre, est un romancier martiniquais, l'un des plus prolifiques de la fin du XIXe siècle.

## Biographie
Marie François René Bonneville naît en 1871 à Fort-de-France.
Blanc créole, René Bonneville est le fils aîné d’une famille de six enfants. Son père, Jules Bonneville, né en Guadeloupe, caissier principal de la Banque de la Martinique de 1888 à 1920, d’esprit conservateur, faisait partie des notables et de l’aristocratie pierrotine.
René Bonneville, qui travailla une courte période à la Banque de la Martinique, fut tout d’abord journaliste puis rédacteur en chef politique du journal L’Opinion, journal républicain fondé par quatre riches négociants martiniquais, dont Amédée Knight, qui sera par la suite le premier sénateur de couleur élu. Amédée Knight fera d’ailleurs partie du cercle d’intimes de l’écrivain, étant tout autant le témoin de la déclaration de naissance de ses enfants que son témoin lors de duels. Car ses prises de position contre le « préjugé de couleur » qui pourrissaient alors le climat social aux Antilles lui valurent de nombreuses inimitiés, y compris au sein de sa propre famille et de ses amis qui se détournèrent de lui.
Lorsqu’il voulut se marier avec Valentine Surlemont, qui était une mulâtresse descendante d’esclaves, son propre père le rejeta, jugeant cette liaison contre nature et refusant d’introduire dans le giron familial une « sang-mêlé ». Ce mariage fut donc célébré, contre l’avis paternel, dans la colonie anglaise de Sainte-Lucie et provoquera sa révocation de la Banque de la Martinique dans laquelle il était alors employé, le directeur de l’établissement n’acceptant pas que son employé, à qui il avait refusé, à la demande de son père dont il était l’ami, un congé pour aller se marier, ait osé transgresser son refus.
René Bonneville décéda le 8 mai 1902 lors de l’éruption de la montagne Pelée. Choquée, sa veuve quittera la Martinique pour la métropole avec ses quatre enfants : Hervé, Solange, Suzanne et Renée.

## Romans
Foyalais de naissance, il sera en fait Pierrotin de cœur, et nombre de ses romans dresseront sans faux-fuyants le tableau de l’oligarchie blanche de Saint-Pierre. Avec la régularité d’un métronome, de 1895 à 1902, il publiera 10 romans, à raison d’un roman tous les neuf mois, et une anthologie des auteurs et poètes martiniquais : Fleurs des Antilles.
Son premier roman, Le Triomphe d’Églantine (1897), roman quelque peu autobiographique par le thème abordé, l’amour d’un jeune « béké », Raoul, et d’une mulâtresse, Églantine, provoquera des réactions polémiques : René Bonneville n’enfreignait-il pas le silence hypocrite dans lequel vivait l’aristocratie blanche locale de cette fin du XIXe siècle ? René dédiera le Triomphe d’Eglantine à son fils Hervé par la dédicace suivante : « A mon fils, pour que plus tard, il sache… ». Cette dédicace, présente dans l’édition originale conservée à la Bibliothèque nationale de France, sera supprimée dans la réédition de 4 des romans de René Bonneville – Le Triomphe d’Eglantine, La Vierge cubaine, Les Sœurs ennemies et Le Mal d'amour - qui constitueront à eux seuls l’un des 3 volumes de l’Anthologie de la littérature martiniquaise au XIXe siècle, éditée en 1977. En effet ce premier roman sera suivi de neuf autres, dans le cadre d’une saga à laquelle René Bonneville donnera le nom de Mœurs créoles : La Vierge cubaine (1897), Tamaï’ha, pastorale indienne (1898), Le Fruit défendu (1899), qu’il dédiera à ses parents, Les Sœurs ennemies (1901), qu’il dédiera à ses filles Solange, Suzanne et Renée qui venait de naître, Les Voluptueuses, L’Idéale Maîtresse, Névrosé, La Grande Famille des marsupiaux et Le Mal d’amour (1902), qui fut son dernier roman. Chronologiquement, s’il ne fut pas le premier roman de René Bonneville édité en format livre, La Vierge cubaine fut en fait le premier écrit et publié, dès 1897, sous forme d’un feuilleton dans L'Opinion.
Dans le cas de la Vierge cubaine, roman qui évoque le futur politique de l’île de Cuba, René Bonneville avait prédit avec tant de précision la défaite des troupes espagnoles que lorsqu’en 1899 le livre fut sur le point de sortir en librairie, conscient d’avoir été quelque peu visionnaire, il estima nécessaire de rédiger le préambule suivant : « Ce roman a été écrit et publié dans un journal à la Martinique, L'Opinion, en 1897, deux ans avant la proclamation de l'indépendance cubaine. Nous avions prévu que les Espagnols se feraient anéantir à Santiago. Nous ne changeons pas une lettre de notre œuvre qui a été une prophétie et que pour bien juger le lecteur devra se rapporter à l'époque où elle a été écrite. Viva la isla de Cuba libre! ».
En marge de ses romans, René écrira deux pièces de théâtre, La Coupe aux lèvres, qu’il qualifiera lui-même de « proverbe en un acte », et Mandarins !, une comédie en trois actes.
Auteur prolifique, il publiera également un recueil de ses poésies sous le titre Babioles, et une anthologie de la littérature martiniquaise, Fleurs des Antilles. Dans ce recueil, édité en 1900 à l’occasion de l’Exposition universelle et qu’il dédiera à « M. le sénateur Knight, en hommage de l’auteur », on trouvera les noms des principaux poètes martiniquais de cette fin de XIXe siècle : deux poèmes d'Eugène Agricole, sept de Manuel Rosal, D. Thaly (1 poème), Victor Duquenay, son beau-frère Salavina, et de son protégé, Euléthère de Roné Saint-Prix un long poème, Matinées de poète. Suivent également quelques nouvelles de Joseph Clavius Marius, de Paul de Beuze, de Th Celestin (Nocturne créole), de Baude, de Titi.
Ainsi, à côté de son cousin par alliance Salavina (dont une des filles se mariera avec Jacques Audiberti) et de ses amis Victor Duquenay, Joseph Clavius Marius et Euléthère de Roné Saint-Prix peut-on retrouver Eugène Agricole, né en Guadeloupe en 1834, venu en Martinique en 1850, affectueusement surnommé par les Républicains « le Père Agricole », élu maire de Sainte-Marie et membre du Conseil général dont il fut un moment le président. À ce titre, il présida notamment la célèbre séance mouvementée du 17 décembre 1884 au cours de laquelle fut condamné le « travail réglementé », ce qui mit un coup d’arrêt à l’immigration indienne par le biais de laquelle se développait, d’une façon déguisée, une nouvelle forme d’esclavage. Dans cette anthologie figureront également, en hommage posthume aux disparus, deux poèmes d’auteurs ayant marqué, aux yeux de René Bonneville, la littérature de la Martinique au milieu du XIXe siècle : le premier, écrit en 1843, est d’Eugène Deslandes, et le second, d’Isodore Descrivières.
En accord avec ses idées humanistes, il rédigera aussi deux études philosophiques : Psychologie du préjugé de couleur et Recherche du principe de causalité de la morale, sous presse en 1902.
Enfin, dans un tout autre domaine, il s’essaiera à l’analyse économique avec une Étude sur la banque pour l’écriture de laquelle les relations qu’il avait, de par la carrière professionnelle de son père, et sa propre expérience, bien que courte, du milieu banquier, ont dû fournir les éléments de réflexion et de rédaction.

## Œuvre
- Fleurs des Antilles, édition A. Challamel, Paris, 1900.
- Mal d'amour, Fleurs des Antilles et Les Sœurs ennemies, A. Challamel, Paris (avant 1900).